# Stazione di Notaresco
Stazione di Notaresco vasútállomás Olaszországban, Notaresco településen.

## Vasútvonalak
Az állomást az alábbi vasútvonalak érintik:
- Giulianova–Teramo-vasútvonal

## Kapcsolódó állomások
A vasútállomáshoz az alábbi állomások vannak a legközelebb:
- Stazione di Bellante-Ripattone
- Stazione di Mosciano Sant'Angelo